# Samoa-Vertrag (1899)

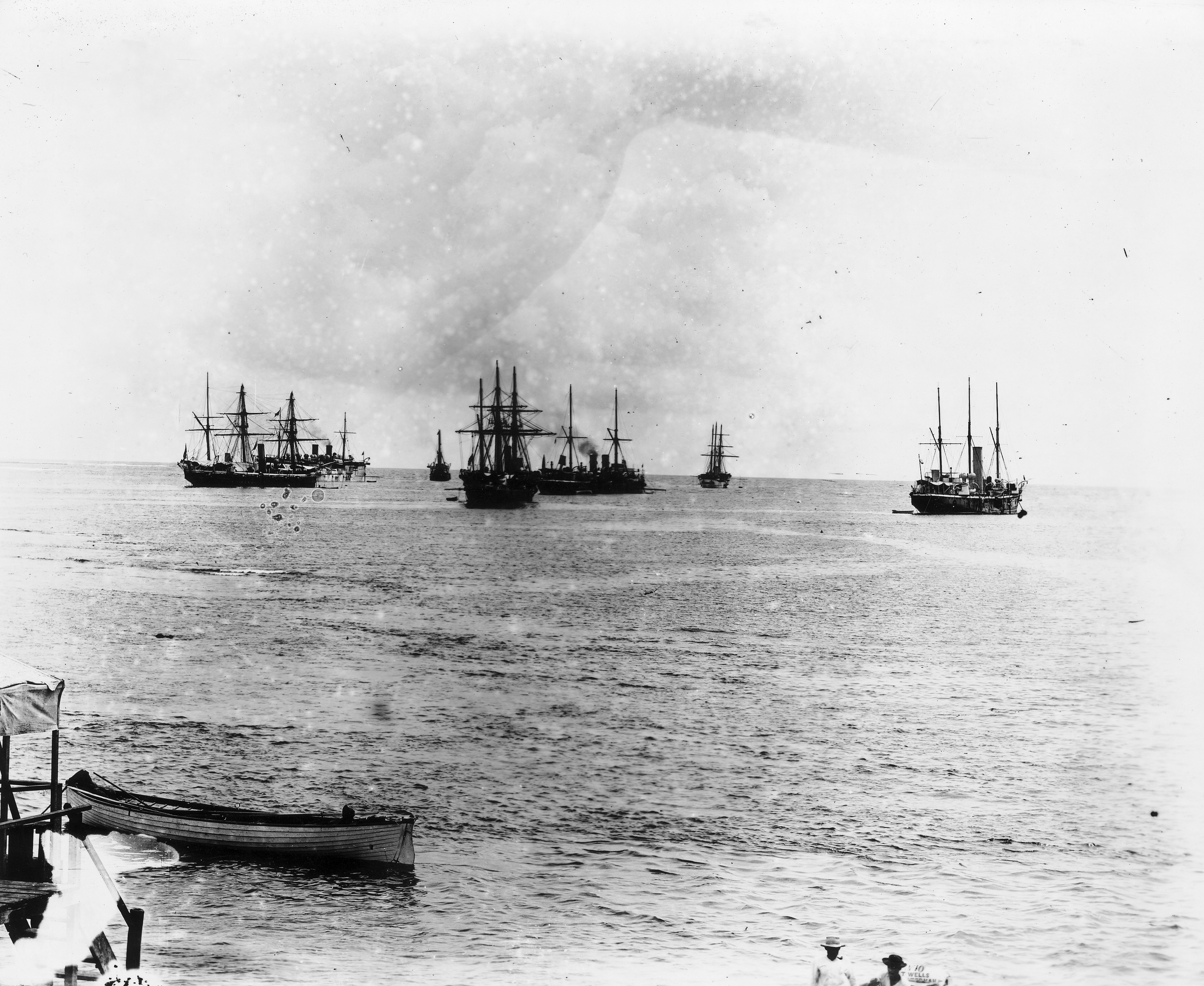
Deutsche, britische und US-amerikanische Kriegsschiffe 1899 vor Apia, der Hauptstadt Samoas

Im Samoa-Vertrag von 1899 (engl. Tripartite Convention) wurde der langjährige Konflikt um Samoa zwischen dem Deutschen Reich, dem Vereinigten Königreich und den Vereinigten Staaten beigelegt. Man entschied sich, die Inselgruppe Samoa zwischen dem Deutschen Reich und den Vereinigten Staaten aufzuteilen, wobei das Vereinigte Königreich mit anderen Pazifikinseln entschädigt wurde. Der westliche Teil der Samoainseln wurde zur deutschen Kolonie Deutsch-Samoa, während der östliche als Amerikanisch-Samoa eine Kolonie der Vereinigten Staaten wurde.

## Ursachen
Nachdem die drei Großmächte sich 1889 in der Berliner Samoa-Konferenz noch darauf geeinigt hatten, das Königreich Samoa gemeinsam zu verwalten, kam es zehn Jahre später wieder zu einem Konflikt. Als Malietoa Laupepa, der von den drei Mächten gemeinsam unterstützte König von Samoa, starb, unterstützten die Deutschen einen anderen Nachfolger als die Briten und US-Amerikaner.
Der Samoa-Vertrag kam am 14. November 1899 auf deutschen Druck zustande. Darin erklärten das Deutsche Reich und das Vereinigte Königreich ihre Besitzansprüche im Pazifik, aber auch in Afrika. Am 2. Dezember 1899 traten die Vereinigten Staaten bei. Vor allem wegen des gleichzeitig beginnenden Zweiten Burenkrieges musste das Vereinigte Königreich nachgeben.

## Inhalt des Vertrages (Auszug)
- Das Vereinigte Königreich verzichtete auf alle Rechte auf den Samoa-Inseln (Artikel 1).
- Das Deutsche Reich verzichtete auf alle Rechte an den Tonga-Inseln und jenen Inseln, die südöstlich von Buka und Bougainville liegen (Artikel 2).
- Die Samoa-Inseln wurden entlang des 171. Längengrades zwischen dem Deutschen Reich und den Vereinigten Staaten geteilt.
- Die neutrale Zone in Westafrika (Salaga-Gebiet) zwischen dem deutschen Togo und der britischen Goldküste wurde aufgeteilt (Artikel 5).
- Das Deutsche Reich gab seine exterritorialen Rechte an Sansibar auf (Artikel 6).

## Folgen
Die Vereinigten Staaten errichteten eine Kohlestation in Pago Pago.
Der Ehrentitel, welchen die Europäer und Nordamerikaner mit König übersetzten, wurde nach 1899 nicht wieder vergeben.